# Lioglyphostoma acrocarinatum
Lioglyphostoma acrocarinatum is een slakkensoort uit de familie van de Pseudomelatomidae. De wetenschappelijke naam van de soort is voor het eerst geldig gepubliceerd in 1927 door Dall.